# إدوارد بيرلسون رايموند
إدوارد بيرلسون رايموند هو راعي ومدير أعمال وسياسي أمريكي، ولد في 12 نوفمبر 1848 في أوستن في الولايات المتحدة، وتوفي في 19 أكتوبر 1914. انتخب مفوض المقاطعة ‏ مقاطعة كامرون (1898 – 1910).